# Gustav Lewin
Gustav Lewin (* 19. April 1869 in Berlin; † 17. Oktober 1938 in Weimar) war ein deutscher Kapellmeister, Musikpädagoge und Komponist.

## Leben

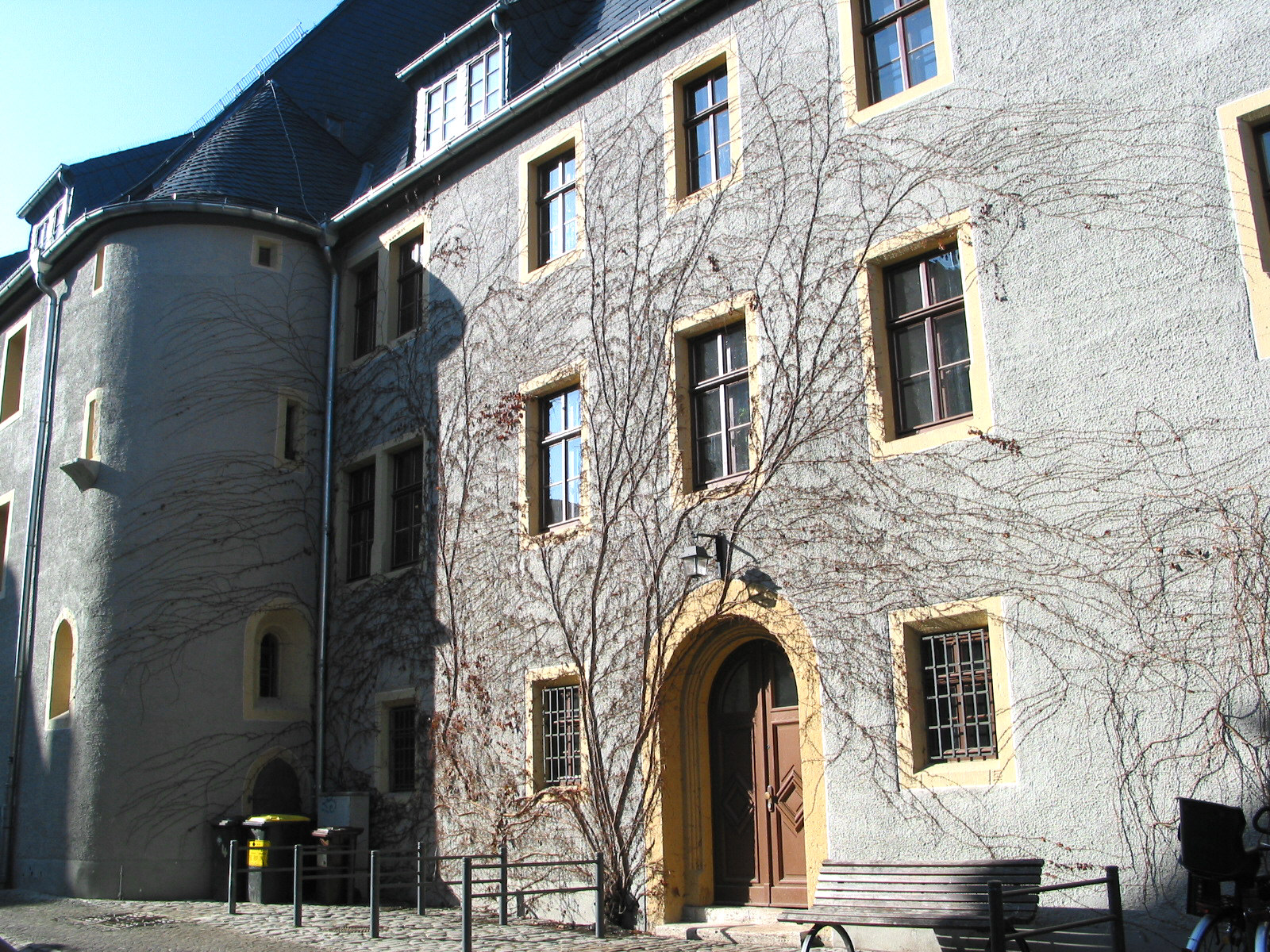
Das ehemalige Klostergebäude „Am Palais“, Hauptgebäude der Weimarer Musik(hoch)schule zur Wirkungszeit Gustav Lewins

Gustav Lewin wurde in Berlin als Sohn einer jüdischen Familie geboren. Er studierte von 1885 bis 1889 in seiner Geburtsstadt am Schwantzer'schen Konservatorium, wo Wilhelm Blanck (Klavier), Ludwig Bussler (Theorie, Komposition) und Willy Nicking (Violine) seine Lehrer waren, und wirkte anschließend als Kapellmeister an den Stadttheatern von Lüneburg, Brandenburg, Hannover, Göttingen, Regensburg und Nürnberg. Im Mai 1898 heiratete er die Sängerin Hedwig Haupt, Tochter des Weimarer Kammermusikers Friedrich Wilhelm Haupt, und ließ sich in Weimar nieder. 1901 berief ihn Carl Müllerhartung an die Großherzogliche Musikschule (heute: Hochschule für Musik Franz Liszt Weimar), wo Lewin zunächst Klavier unterrichtete. 1906 wurde er hauptamtlicher Lehrer für Klavier, Partitur- und Blattspiel; außerdem leitete er das Orchester in studentischen Opernaufführungen. 1920 wurde ihm der Beamtenstatus zuerkannt, 1922 erhielt er den Titel eines Musikdirektors. Bemühungen, zum Professor ernannt zu werden, scheiterten trotz seines Ansehens und der Fürsprache des Hochschuldirektors Bruno Hinze-Reinhold aus finanziellen Gründen.  1922 trat Lewin zum Protestantismus über.
Nach der Machtübernahme der Nationalsozialisten wurde Lewin aufgrund seiner jüdischen Abstammung im Juli 1933 aus seinen Ämtern an der Musikhochschule entlassen. Er reagierte darauf mit einem Protestschreiben an das Thüringer Volksbildungsministerium, in welchem er schrieb:
„Meine Einstellung war stets deutsch und national, ich fühlte nur deutsch, und es ist nicht nur in Kunstkreisen Weimars bekannt, daß mein Leben nur der deutschen Kunst, speziell der deutschen Musik gewidmet war – Deutschsein im Sinne Richard Wagners war für mich eine Selbstverständlichkeit.“
In den folgenden Jahren sah sich Lewin zahlreichen antisemitischen Anfeindungen ausgesetzt. Eine Beleidigung auf offener Straße im Herbst 1938 nahm ihm den letzten Lebensmut. Er beendete daraufhin sein Leben, indem er die Nahrungsaufnahme verweigerte. 

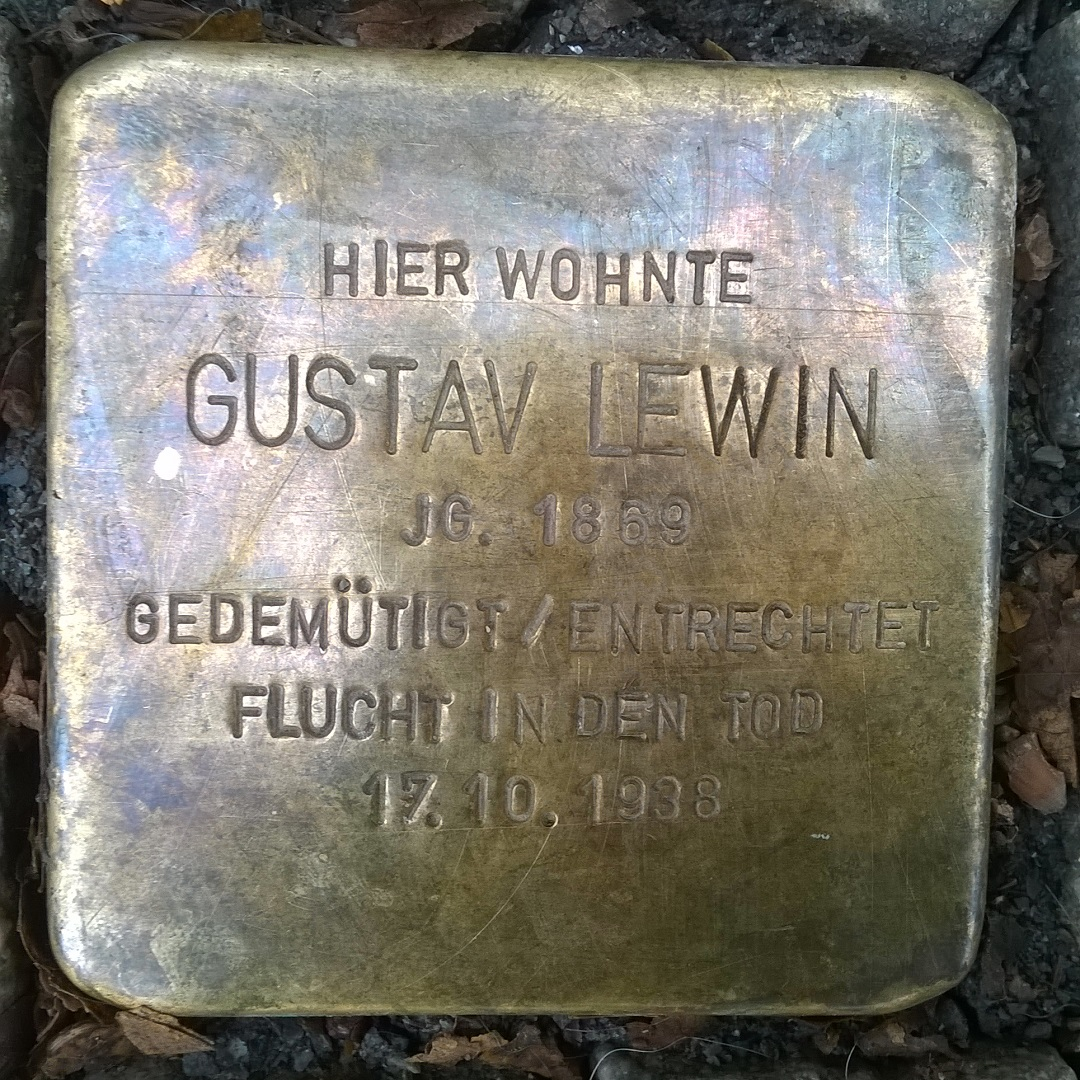

Vor Lewins ehemaliger Wohnung in der Steubenstraße 19 erinnert seit 2015 ein Stolperstein an den Musiker und sein Schicksal.  
Lewin komponierte Klavierstücke, Kammermusikwerke, Chöre und Lieder.

## Werke (Auswahl)

### Opern
- Der Hainkönig (Manuskript)
- König Vogelsang (Manuskript; UA Coburg 1928)

### Orchestermusik
- Lustspielouvertüre (Manuskript; UA Sondershausen)

### Kammermusik
- Lied für Posaune und Klavier op. 26
- Romanze für Posaune und Klavier op. 27
- Andante cantabile für Trompete und Klavier
- Streichquartett (Manuskript; UA Berlin 1918)
- Fantasie für Violoncello und Klavier fis-Moll (UA Berlin 1924)
- Sonate für Violine und Klavier (Manuskript; UA Berlin 1925)

### Klaviermusik
- Sonatine (Helvetia-Verlag, Berlin)
- Allegro con fuoco op. 39
- 5 Klavierstücke

### Chormusik
- 3 Gedichte für vierstimmigen Männerchor op. 39
- Weihe der Nacht für gemischten Chor

### Lieder
- 4 Gesänge op. 30
- 5 Gesänge op. 31
- 5 Gesänge op. 32
- 3 Lieder op. 33
- 9 moderne Kinderlieder
- Kammergesänge (UA Weimar)

### Melodramen
- Das klagende Lied, Dichtung von Martin Greif für Sprechstimme mit Orchesterbegleitung (UA München 1907; Rob. Forberg Musikverlag, Leipzig)
- 2 Melodramen nach Dichtungen von Hans Eschelbach für Sprechstimme mit Klavierbegleitung: In höchster Not; Die Alte von Husum (Verlag Friedrich Pustet, Regensburg)